# Államok vezetőinek listája 938-ban
Ezen az oldalon az i. sz. 938-ban fennálló államok vezetőinek névsora olvasható földrészek, majd országok szerinti bontásban.

## Európa
- Bizánci Birodalom
  - Császár: VII. Kónsztantinosz (913–959)
- Bolgár Birodalom
  - Cár: I. Péter (927–969)
- Breton Hercegség
  - Herceg: II. Alain (938–952)
- Burgundiai Királyság
  - Király: III. Konrád (937–993)
- Córdobai Kalifátus
  - Kalifa: III. Abd al-Rahmán (912–961)
- Cseh Fejedelemség
  - Fejedelem: I. Boleslav (935–967)
- Dán Királyság
  - Király: Gorm (936–958)
- Itáliai Királyság
  - Király: Hugó (926–946)
  - Ivreai Őrgrófság
    - Őrgórf: II. Berengár (925–964)

  - Toszkánai Őrgrófság
    - Őrgróf: Hubert (936–961)
- Horvát Fejedelemség
  - Fejedelem: I. Krešimir (935–945)
- Keleti Frank Királyság
  - Király: I. Ottó (936–973)
  - Bajor Hercegség
    - Herceg: Eberhard (937–938)
    - Herceg: Berthold (938–947)

  - Lotaringiai Hercegség
    - Herceg: Giselbert (928–939)

  - Szász Hercegség
    - Herceg: I. Ottó (936–973)

  - Sváb Hercegség
    - Herceg: I. Hermann (926–949)

  - Flandriai Grófság
    - Gróf: I. Arnulf (918–964)
- Kijevi Rusz
  - Fejedelem: I. Igor (912–945)
- Leóni Királyság
  - Király: II. Ramiro (931–951)
  - Portugál Grófság
    - Gróf: Hermenegildo González (924-950)
- Magyar Fejedelemség
  - Fejedelem: Zolta (907–947)
- Nyugati Frank Királyság
  - Király: IV. Lajos (936–954)
  - Aquitániai Hercegség
    - Herceg: III. Vilmos (935–963)

  - Burgundi Hercegség
    - Herceg: Hugó (923–952)

  - Normandiai Hercegség
    - Herceg: I. Vilmos (927–942)

  - Toulouse-i Grófság
    - Gróf: III. Rajmund (923–960)
- Navarra
  - Király: I. García (931–970)
- Nápolyi Hercegség
  - Herceg: III. János (928–968/969)
- Norvég Királyság
  - Király: I. Haakon (935–961)
- Pápai Állam
  - Pápa: VII. Leó (936–939)
- Salernói Hercegség
  - Herceg: I. Guaimar (901–946)
- Szerb Fejedelemség
  - Fejedelem: Časlav (927–950)
- Velencei Köztársaság
  - Dózse: II. Pietro Candiano (932–939)

### Britannia
- Angol Királyság
  - Király: Æthelstan (924–939)
- Deheubarth
  - Király: Hywel Dda (920-950)
- Gwynedd
  - Király: Idwal ab Anarawd (916–942)
- Powys
  - Herceg: Llywelyn ap Merfyn (900–942)
- Skót Királyság
  - Király: II. Konstantin (900–943)

## Ázsia
- Abbászida Kalifátus
  - Kalifa: Al-Rádí (934–940)
- Bújidák
  - Emír: Imád ad-Daula (934-949)
- Csampa
  - Király: III. Indravarman (918–960)
- Ibériai Királyság
  - Király: I. Bagrat (937–945)
- India
  - Anuradhapura
    - Király: V. Kasszapa (929-939)

  - Csóla Birodalom
    - Király: I. Paranthaha (907–955)

  - Pála-dinasztia
    - Király: Radzsjapála (908–945)

  - Pratihara-dinasztia
    - Király: Szamrat Mahipala (914–943)

  - Rástrakúta-dinasztia
    - Király: III. Amoghavarsa (935–939)
- Japán
  - Császár: Szuzaku (930–946)
- Khmer Birodalom
  - Király: IV. Dzsajavarman (928–941)
- Kína (Öt dinasztia és tíz királyság kora)
  - Kései Csin-dinasztia
    - Császár: Si Csing-tang (936–942)

  - Liao-dinasztia
    - Császár: Liao Taj-cung (926–947)

  - Korjo
    - Király: Thedzso (918-943)
- Mataram
  - Király: Mpu Szindok (929–947)
- Örmény Királyság
  - Király: I. Abasz (928–952)
- Pagani Királyság
  - Király: Njaung-u Szavrahan (931–964)
- Számánidák
  - Emír: II. Naszr ibn Ahmad (914–943)
- Zijáridák
  - Emír: Vusmagir (935-967)

## Afrika
- Fátimidák
  - Kalifa: Al-Káim (934–946)
- Idríszidák
  - Emír: Al-Kászim Kannun (937–948)
- Ihsídidák
  - Kormányzó: Muhammad ibn Tugdzs (935-946)

## Fordítás
- Ez a szócikk részben vagy egészben  a   Liste der Staatsoberhäupter 938 című német Wikipédia-szócikk ezen változatának fordításán alapul.  Az eredeti cikk szerkesztőit annak laptörténete sorolja fel. Ez a jelzés csupán a megfogalmazás eredetét és a szerzői jogokat jelzi, nem szolgál a cikkben szereplő információk forrásmegjelöléseként.